# Emily Scarrattová
Emily Beth Scarrattová (* 8. února 1990 Leicester) je anglická ragbistka, která hraje jako tříčtvrtka a zadák. V roce 2019 byla zvolena nejlepší ragbistkou světa. Byla vybrána do nejlepší ragbyové sestavy desetiletí (2010–2019). Byla oceněna Řádem britského impéria.
Za anglickou reprezentaci hraje od roku 2008. Stala se mistryní světa v roce 2014, ve finále proti Kanadě si připsala 16 bodů, byla vyhlášena nejlepší hráčkou zápasu a pomohla k výhře 21:9. Na tomto světovém šampionátu si připsala nejvíce bodů ze všech hráček (70). Nejvíce bodů si připsala i na MS 2021 (konané v roce 2022), kde si připsala 44 bodů a kde získala stříbrnou medaili, kterou má i z mistrovství světa 2010 a 2017. Stala se vítězkou mezinárodní soutěže WXV1 v roce 2024.
Je jedenáctinásobnou vítězkou Six Nations (2009–2012, 2017, 2019–2022, 2024, 2025). Třikrát položila nejvíce pětek. V roce 2009 společně se spoluhráčkou Pocockovou (7), o rok později sama 4 pětky a v roce 2014 položila také nejvíce pětek (4), ve stejném ročníku to společně s ní dokázala Francouzka Lièvreová. Šestkrát si na Poháru 6 národů připsala nejvíce bodů. V roce 2012 získala 34 bodů, 2014 (34 bodů), 2017 (49 bodů), 2020 (55 bodů), 2021 (39 bodů) a rok 2022 (39 bodů). V roce 2020 byla zvolena i nejlepší hráčkou soutěže. Na olympijském sedmičkovém turnaji (2016) získala jako kapitánka s Velkou Británií 4. místo.
Na klubové úrovni hrála v Anglii za Lichfield Ladies (2007–2017) a od roku 2018 je součástí týmu Loughborough Lightning. Než se stala profesionální ragbistkou, byla učitelkou tělocviku. Od začátku roku 2023 do února 2024 měla vážné zranění krku.